# Far de Bøkfjord
El Far de Bøkfjord (noruec: Bøkfjord fyr) és un far costaner situat a la desembocadura del fiord de Varanger, al comtat de Finnmark, al nord de Noruega. Es troba a 20 quilòmetres al nord de la ciutat de Kirkenes al municipi de Sør-Varanger, a 26 quilòmetres a l'oest de la frontera amb Rússia.
El far fou fundat el 1910 i reconstruït entre el 1947 i el 1948, després d'haver estat destruït durant la Segona Guerra Mundial. El far fou catalogat com un lloc protegit el 1998 i fou automatitzat el 2006. La torre del far és blanca, de 10 metres d'alçada, quadrada, i de formigó té una habitació cilíndrica de color vermell a la part superior. El far emet dos centelleigs blancs cada 15 segons. La llum es pot veure a un màxim de 16,2 milles nàutiques (30 km). La llum és emesa a una altitud de 33 metres sobre el nivell del mar. El lloc és accessible només amb vaixell, i està tancat al públic.